# Jincheng JC50-Q7
Il Doggy 50 è un ciclomotore prodotto dalla casa motociclistica cinese Jincheng Group dal 1998 ad oggi e commercializzato in Italia dalla Motor Union.

## Descrizione
Rassomiglia all'Honda Monkey 50, dal quale differisce soprattutto per il sistema di trasmissione: infatti nel modello Motor Union la trasmissione e a 3 marce, con frizione automatica di tipo centrifugo e cambio a 3 marce comandate a pedale.
Il motore è un 4 tempi raffreddato ad aria. Questo veicolo, chiamato "Motor Union Doggy" in Italia, in Cina invece viene presentato come JC50-Q7 "Angel".
Altre peculiarità di questo ciclomotore sono i manubri ripiegabili e il peso ridotto, che ne consentono lo stivaggio in spazi ridotti. La forcella anteriore è un "upside down", mentre posteriormente lo schema si mantiene sul classico, con un doppio ammortizzatore laterale.
L'impianto elettrico è a 12 volt, l'avviamento è a Kick-Starter.
Grazie al motore a 4 tempi questo ciclomotore riesce ad essere parco nei consumi e ad avere prestazioni brillanti.
Inoltre, alcuni creativi meccanici tedeschi hanno costruito trasformazioni ed elaborazioni per questo mezzo, fino ad arrivare al motore 180 di cilindrata.